# Huang Xiaoxiao
Huang Xiaoxiao, född 3 mars 1983, är en friidrottare från Kina. Hon deltog vid olympiska sommarspelen 2004 och olympiska sommarspelen 2012.